# Carl Diedrich Witte
Carl Diedrich Witte (* 25. Dezember 1782  in Bremen; † 10. Juni 1854 in Bremen) war ein Kaufmann und Bremer Senator.

## Biografie
Witte war der Sohn des Kaufmanns Friedrich August  Witte (17??–1800) und seiner Frau Anna Ester.
 
Er war verheiratet mit der Kaufmannstochter Margarethe Walte (1789–1862); beide hatten keine Kinder. Sie wohnten Langenstraße 131.
Er absolvierte seine Schulzeit in Bremen, machte eine Ausbildung zum Kaufmann und war Händler für Farben.

Von 1835 bis 1854 (†) war er als Nachfolger von Johann Gottfried Wienholt Bremer Senator.